# Революции. Очень краткое введение
Революции. Очень краткое введение (англ. Revolutions: A Very Short Introduction) — научно-популярная книга Джека Голдстоуна, изданная в 2014 году на английском языке в издательстве Oxford University Press, посвящена вопросам происхождения революций. На русский язык была переведена и издана в 2015 году.

## Содержание
Автор книги американский социолог, политолог Джек Голдстоун, являющейся одним из ведущих исторических макросоциологов и специалистов в области теории революций и государственных распадов.
В своей книге автор пытается ответить на вопросы о том, что такое революция, и почему революции, несмотря на частоту явления, всегда являются для людей чем-то удивительным
Книга была выпущена в рамках серии «Очень краткие введения» издательства Oxford University Press, которая охватывает разные темы, от африканских религий, до полного разбора такого художественного явления как сюрреализм. Книга издана в карманном варианте и содержит чуть более ста страниц, в ней предлагается подробное и хорошо структурированное определение революций, а также обсуждение того, почему ученые до сих пор не могут отличить их от других политических процессов. Автор делит книгу на одиннадцать глав, в хронологическом порядке, в введении подробно излагает, что такое революции и чем они не являются, что вызывает революции и каковы типичные результаты революции.
Как видно из названия, книга предназначена для краткого введения в обширную тему. Одним из наиболее важных тезисов Голдстоуна, является его объяснение разницы между революциями и восстаниями или зерновыми бунтами и тому подобными явлениями. Например, крестьянское восстание может вспыхнуть из-за недовольства высокими налогами или голодом, но участники этого события не имеют представления или желания сменить режим или пересмотреть систему власти. Скорее, они хотят новой политики или помощи со стороны правительства. Революция, с другой стороны, — это совсем другое. Автор приводит пять факторов, которые делают революцию такой, какая она есть.
Революция — это своего рода поваренная книга, в которой Голдстоун дает рецепт перемен. Он отмечает, что для революции необходимы отсутствие поддержки или отчуждение элит, кризис, например, фискальный, мобилизация масс и народный гнев против воспринимаемой несправедливости, идеология сопротивления и благоприятные международные отношения. Самое главное, Голдстоун опровергает распространенное заблуждение о том, что революции происходят от избытка несправедливости и бедности, что приводит к разочарованию и в конечном итоге к сопротивлению. Согласно мнению автора, бедности и разочарования недостаточно для того, чтобы разжечь революцию, как показывают примеры, такие как Ирландский картофельный голод или крестьянские восстания в Российской империи. Необходима широко распространенная вера в то, что перемены желательны и возможны, а также совпадение вышеупомянутых факторов.
Одной из наиболее проницательных иллюстраций этого явления является использование Голдстоуном метафоры устойчивого и неустойчивого равновесия. По мнению автора, триггеры обычно помогают подтолкнуть общество к революции, но это эффективно только в том случае, если общество находится в состоянии неустойчивого равновесия.
Режим, находящийся в стабильном равновесии, подобен шару на блюдце. Такие события, как войны, огромный дефицит или народные волнения, могут подтолкнуть мяч в ту или иную сторону, но в конечном итоге он вернется на место. С другой стороны, общество, находящееся в состоянии неустойчивого равновесия, напоминает шар на вершине холма. Одни и те же события могут стать толчком, который перебросит мяч через край, и в этот момент никто не знает, где он приземлится и остановится. Если революции трудно предвидеть, поскольку мало кто способен воспринимать все пять предпосылок одновременно, то предсказать их исход или определить их конечные стадии — еще более сложная задача. Некоторые революции влекут за собой рост радикализации и авторитарного правления, в то время как другие оседают в стабильных демократических государствах, как правило, в странах с прошлым опытом демократии.
Автор также поднимет вопрос хронологических сроков окончания революций. Он задается вопросами о том, закончилась ли Октябрьская революция в России Гражданской войной или окончанием холодной войны?, закончилась ли Американская революция отменой рабства или продолжалась до тех пор пока в стране не установилась демократия?
Если в первых трех главах книги автор дается определение и рассматриваются проблемы революции, то в остальных главах, начиная с Египта в XXII веке до н. э. и заканчивая «арабской весной», приводятся конкретные примеры революций в разные периоды времени. Учитывая карманный формат книги, особенности каждой из описанных революций раскрываются коротко.
В заключении автор настаивает на том, что революция — это эффектная смерть режима и рождение чего-то совершенно нового. Поэтому революции, по мнению автора, подобны звездам, которые становятся новыми или сверхновыми, на короткое время вспыхивая огромным объемом света, тепла и активности на обычно спокойном ночном небе. Существуют определенные симптомы того, что звезда находится в предсмертных муках, и есть указания на то, станет ли звезда в итоге стабильным белым карликом или черной дырой, всасывающей и уничтожающей все, что к ней приближается, но они часто удивительны, и до сих пор нет двух абсолютно одинаковых сверхновых, как и нет двух одинаковых революции.